# LT-Abwehrformation
Die LT-Abwehrformation ist eine Deckungsvariante im Handballsport. Erfunden und zum ersten Mal angewendet wurde die LT-Deckung von Zoltan Cordas. Dieser entwickelte die Abwehrformation im Zuge seiner Ausbildung zum EHF Master Coach. Die Deckung hat Ähnlichkeit mit der 5:1-Deckungsvariante im Handball, da auch ein Spieler vorgezogen auf 9 Meter arbeitet. Der Name leitet sich von der Vogelperspektive auf die Spieler ab. Es wird entweder in einer T-Formation gegen den Angriff agiert oder eine L-Formation bildet.

## Das Prinzip
Ziel der Deckung ist den Raum gegen den Angreifer so kompakt wie möglich zu gestalten. Bei Ballbesitz Rückraum Mitte rücken die Außenverteidiger bis auf die Halbpositionen ein. Durch das einrücken entsteht ein Überzahlsituation für die Deckung in der Mitte und vom oben betrachtet gleicht die Formation einem T. Wird der Ball weiter auf eine Halbposition gespielt, verschiebt die Formation dem Ball nach. Der ballnahe Halbverteidiger geht offensiv gegen den Angreifer und der Außenspieler in der Deckung orientiert sich zu seiner ursprünglichen Position zurück. Auf ballfernen Seite bleibt der Außenspieler nach innen orientiert und verteidigt gegen die Halbposition. Von oben betrachtet wirkt die Aufstellung einem L.

## Positionsfunktionen
- Außenspieler
  - Abwehr nach der Ballseite verschieben
  - Den Rücken des Halbverteidigers abdecken
  - Diagonalpässe verhindern

Ein klarer Vorteil ist das durch das einrücken auch ein Rückraumspieler ohne Problem auf der RA Position decken kann. Durch die verminderte Anzahl von Zweikämpfen kann die gewonnene Kraft im Angriff eingesetzt werden.
- Halbverteidiger
  - Zweikämpfe annehmen
  - Zweikämpfe zur Mitte müssen gewonnen werden, nach außen hilft der Außenspieler aus
  - Ballseitig die Deckung nachschieben, die wichtigste Aufgabe des Halbverteidigers.

- Hinten Mitte bzw. Zentrale Abwehrspieler
  - Immer zwischen Ball und Kreis wenn dieser in der Mitte steht
  - Kreis wird immer überholt und nicht manngedeckt
  - Block gegen Würfe über die Mitte

- Vorne Mitte
  - Zweikämpfe gegen Rückraum Mitte
  - Alle Bewegungen, Kreuzungen und Pässe zur Mitte stören (von Rückraum links bzw. Rückraum rechts)
  - Rückraum Mitte vom Kreis fernhalten, aktives Verteidigen in die Tiefe